# Claude Carozzi
 (avril 2018).
Claude Carozzi, né en 1939, est un historien français spécialiste du Moyen Âge. 
Agrégé d'histoire et Docteur d’État.
Professeur à l''Université d'Aix-Marseille 1 de 1991 à 2005.  
Il est notamment connu pour ses contributions à l'histoire de la littérature latine visionnaire du Moyen Âge.

## Publications

### Ouvrages
- Weltuntergang und Seelenheil. Apokaliptische Visionen im Mittelalter, Frankfurt A. M. 1996 ; Apocalypse et salut dans le christianisme ancien et médiéval, Aubier, 1999 ; version espagnole 2000.
- Eschatologie et au-delà. Recherches sur l'Apocalypse de Paul. Publications de l'Université de Provence, 1994 ;
- Le voyage de l'âme dans l'au-delà d'après la littérature latine (Ve – XIIIe siècle), (Collection de l'Ecole Française de Rome, 189), Rome 1994.

- Prix Saintour 1995 de l'Académie des Inscriptions et Belles-Lettres.
- Claude Carozzi et Huguette-Taviani, La fin des temps, Paris Champs Flammarion, 1982, deuxième édition augmentée 1999.
- Adalbéron de Laon, Poème au roi Robert, édition, traduction et introduction (Les Classiques de l'Histoire de France au Moyen Age, 32), Paris 1979.

### Claude Carozzi et Huguette Taviani-Carozzi, Dir.
- Année mille, an mil, Publications de l'Université de Provence, 2002 ;
- Faire l'événement au Moyen âge, Publications de l'Université de Provence, 2007 ;
- Hiérarchies et services au Moyen âge, Publications de l'Université de Provence, 2001 ;
- Le médiéviste devant ses sources, Publications de l'Université de Provence, 2004 ;
- Peuples du Moyen âge, Publications de l'Université de Provence, 1996.
- Le Pouvoir au Moyen Age, Publications de  l'Université de Provence, 2005.
- Vivre en société au Moyen Age, Publications de l'Université de Provence, 2008.

### Ouvrages en collaboration
- C. Carozzi et P. George (dir.), Rome et les églises nationales : VIIe-XIIIe siècles, Actes du premier colloque du Groupe universitaire de recherches sur le christianisme de l'Europe occidentale, 1991.